# Стадіо Еціо Шида
«Стадіо Еціо Шида» (італ. Stadio Ezio Scida) — футбольний стадіон у Кротоне, Італія, домашня арена ФК «Кротоне».
Стадіон побудований та відкритий 1946 року. У 2000 та 2016 роках зазнавав реконструкцій.
Стадіону присвоєно ім'я Еціо Шиди, гравця ФК «Кротоне», який помер під час однієї із виїзних ігор.
На арені проводяться також матчі з регбі та американського футболу